# Jerod Mixon
Jerod Mixon (Port Hueneme, 24 maggio 1981) è un attore statunitense.
Fratello di Jamal Mixon, anch'esso attore, è attivo come attore dalla fine degli anni novanta ed ha preso parte in diversi film, tra cui Io, me & Irene, in cui interpreta la parte di uno dei figli adottivi di Jim Carrey.

## Filmografia

### Cinema
- Bulworth - Il senatore (Bulworth), regia di Warren Beatty (1998)
- Io, me & Irene (Me, Myself & Irene), regia di Peter e Bobby Farrelly (2000)
- Un ragazzo tutto nuovo (The New Guy), regia di Ed Decter (2002)
- Old School, regia di Todd Phillips (2003)

### Televisione
- Moesha – serie TV, episodio 3x11 (1997)
- Scrubs - Medici ai primi ferri (Scrubs) – serie TV, episodio 5x18 (2006)

## Doppiatori italiani
Nelle versioni in italiano delle opere in cui ha recitato, Jerod Mixon è stato doppiato da:
- Fabrizio Picconi in Io, me & Irene
- Paolo Vivio in Un ragazzo tutto nuovo
- Nanni Baldini in Old School